# Strana nezávislosti (Island)
Strana nezávislosti (islandsky Sjálfstæðisflokkurinn) je pravicová, liberálně konzervativní euroskeptická politická strana na Islandu. Je druhou nejsilnější stranou zastoupenou v Althingu, kde drží 14 křesel. Předsedou strany je Bjarni Benediktsson.
Vznikla v roce 1929 a od té doby vyhrála téměř všechny volby a byla téměř neustále u moci.